# Exetastes georginae
Exetastes georginae là một loài tò vò trong họ Ichneumonidae.